# Clase Fort Victoria
La Clase Fort Victoria de buques tanque consiste de tres unidades: Fort Victoria (1994) y Fort George (1994).

## Características
Buque tanque de 31 000 t de desplazamiento y 204 m de eslora, 2× motores diésel, una capacidad de 12 500 m³; cubierta de vuelo + hangar para cinco helicópteros Sea King (capacidad VERTREP); 4× montajes de 30 mm y 2× Phalanx CIWS de 20 mm.

## Unidades
| Nombre            | n.º  | constructor       | puesta en gradas | botada | asignada | baja |
| ----------------- | ---- | ----------------- | ---------------- | ------ | -------- | ---- |
| RFA Fort Victoria | A387 | Harland and Wolff | -                | -      | 1994     | -    |
| RFA Fort George   | A388 | Swan Hunter       | -                | -      | 1994     | -    |

## Historia de servicio
En 2004 el RFA Fort Victoria sirvió en la Operación Iraqi Freedom.